# Antoni Laskowski (wojskowy)
Antoni Miron Laskowski (ur. 10 września 1899 w Poraju, zm. wiosną 1940 w Charkowie) – kapitan piechoty Wojska Polskiego, działacz niepodległościowy, ofiara zbrodni katyńskiej.

## Życiorys
Urodził się 10 września 1899 w Poraju, w ówczesnym powiecie piotrkowskim guberni piotrkowskiej, w rodzinie Karola i Kazimiery z Pludrzyńskich.
W czasie I wojny światowej służył w I Korpusie Polskim w Rosji i działał w Polskiej Organizacji Wojskowej.
Od 1918 służył w Wojsku Polskim, początkowo w Oddziale Wywiadowczym Dowództwa Okręgu Generalnego Lublin. W 1920, w czasie wojny z bolszewikami walczył w szeregach 23 pułku piechoty i został ranny.
Po zakończeniu działań wojennych pozostał w wojsku jako oficer zawodowy i kontynuował służbę w 23 pp. 3 maja 1922 został zweryfikowany w stopniu porucznika ze starszeństwem od 1 czerwca 1919 i 2470. lokatą w korpusie oficerów piechoty. 5 stycznia 1925 został przeniesiony do Korpusu Ochrony Pogranicza. Służbę pełnił w 2 Brygadzie Ochrony Pogranicza. 19 marca 1928 prezydent RP nadał mu stopień kapitana z dniem 1 stycznia 1928 i 251. lokatą w korpusie oficerów piechoty. Następnie pełnił służbę w jednej z ekspozytur Oddziału II Sztabu Głównego. W lipcu 1929 został zwolniony z zajmowanego stanowiska, a później przeniesiony w stan spoczynku. W 1934, jako oficer stanu spoczynku pozostawał w ewidencji Powiatowej Komendy Uzupełnień Lublin Miasto. Posiadał przydział do Oficerskiej Kadry Okręgowej Nr II. Był wówczas „przewidziany do użycia w czasie wojny”. W 1939 został komendantem OPL miasta Lublina, a sierpniu tego roku wyznaczony na stanowisko szefa Biura Cenzury Dowództwa Okręgu Korpusu Nr II w Lublinie.
W nieznanych okolicznościach, po agresji ZSRR na Polskę (17 września 1939), dostał się do niewoli sowieckiej i osadzony w obozie w Starobielsku. Wiosną 1940 został zamordowany przez funkcjonariuszy NKWD w Charkowie i pogrzebany potajemnie w bezimiennej mogile zbiorowej w Piatichatkach, gdzie od 17 czerwca 2000 mieści się oficjalnie Cmentarz Ofiar Totalitaryzmu w Charkowie. Figuruje na tzw. liście Gajdideja (poz. 1968).
5 października 2007 minister obrony narodowej Aleksander Szczygło mianował go pośmiertnie na stopień majora. Awans został ogłoszony 9 listopada 2007 w Warszawie, w trakcie uroczystości „Katyń Pamiętamy – Uczcijmy Pamięć Bohaterów”.

## Ordery i odznaczenia
- Krzyż Niepodległości – 16 marca 1937 „za pracę w dziele odzyskania niepodległości”[24][6]
- Krzyż Walecznych czterokrotnie[6][25][6]
- Odznaka za Rany i Kontuzje z jedną gwiazdką